# رولز رويس فيلتشر

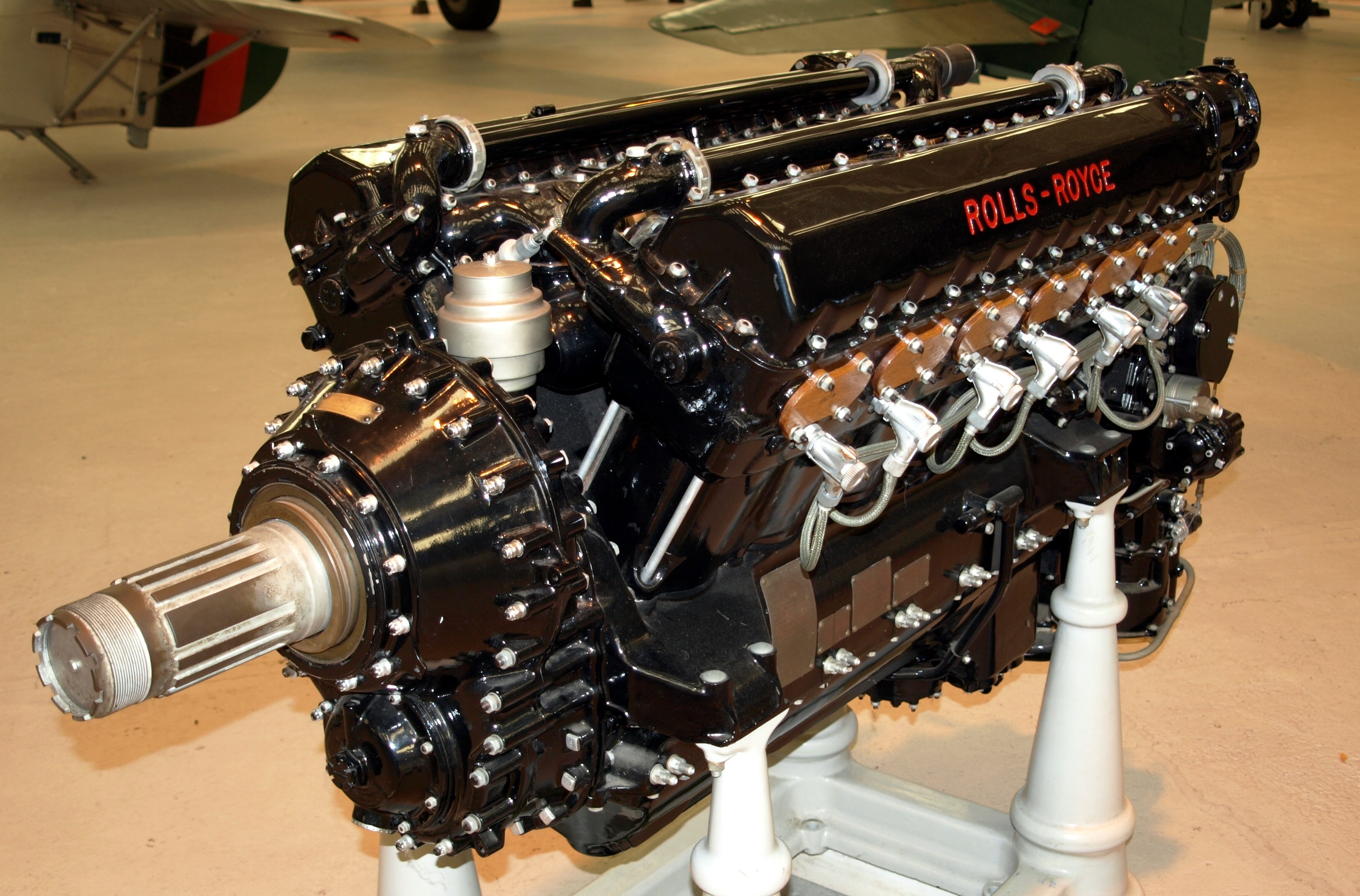
رولز رويس كيستريل

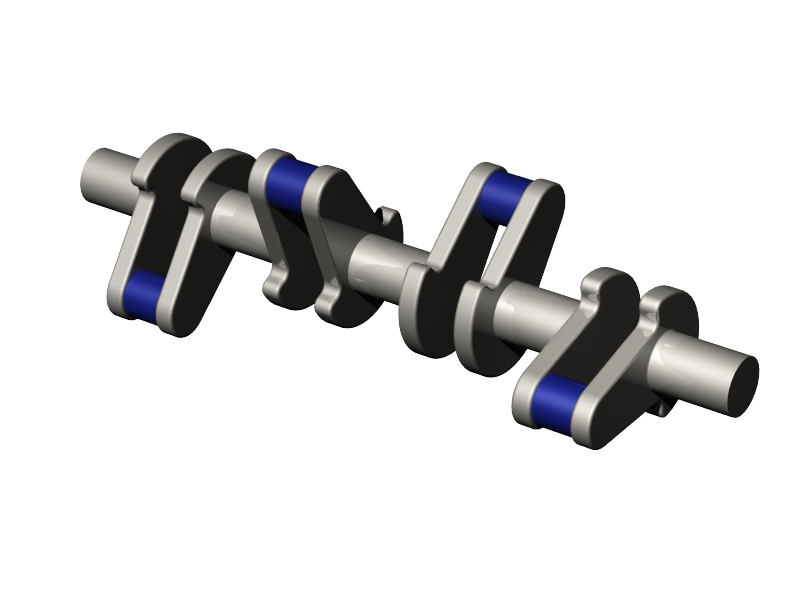
تظهر مسامير المرفق ملونة باللون الأزرق

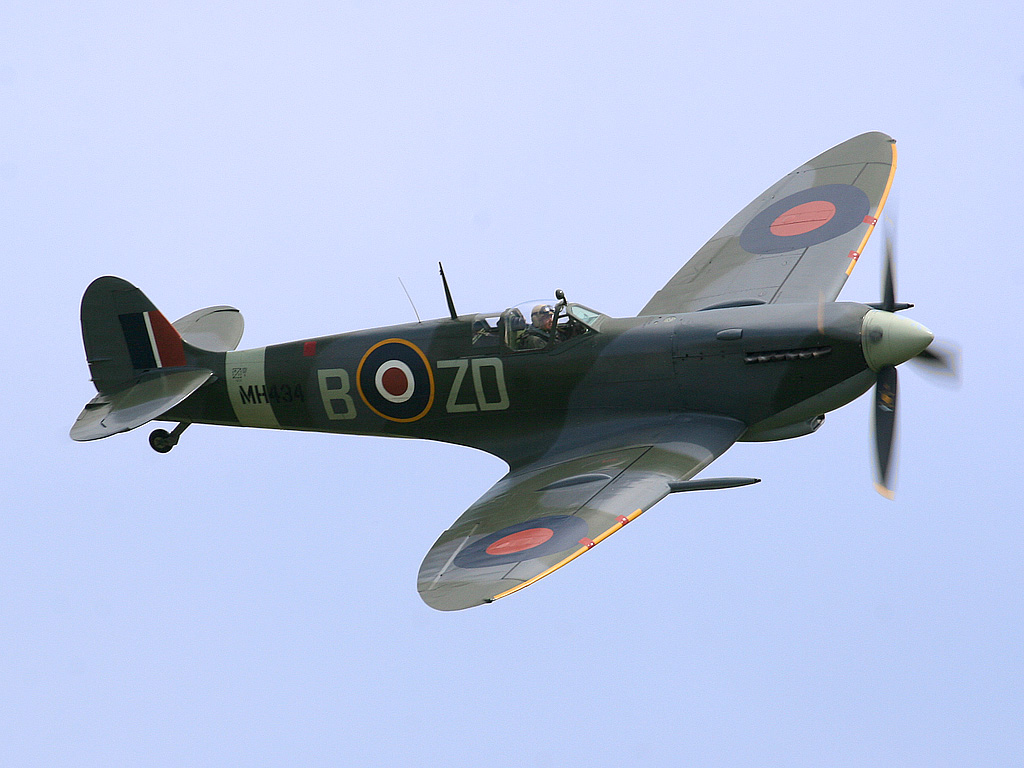
سوبرمارين سبيت فاير

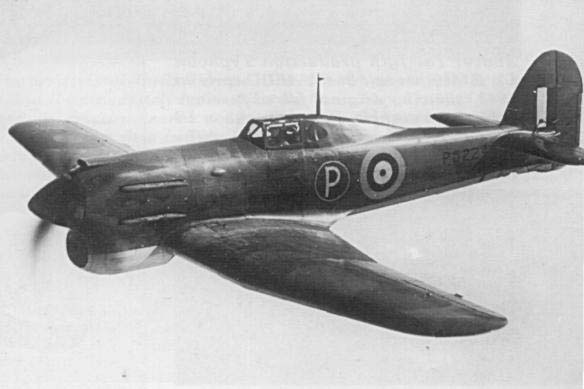
هوكر تورنادو

هوكر تيفون

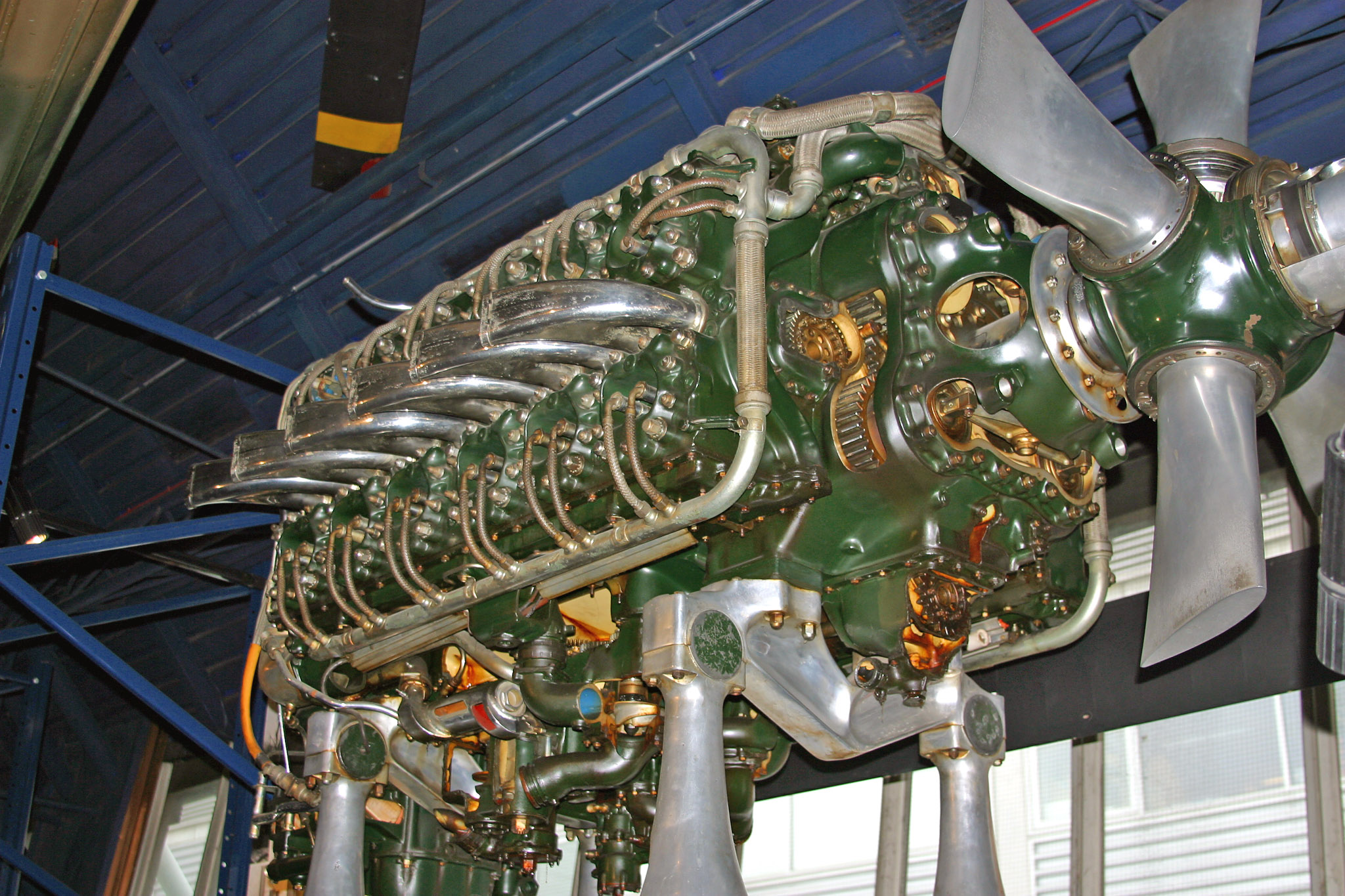
نابير سابر

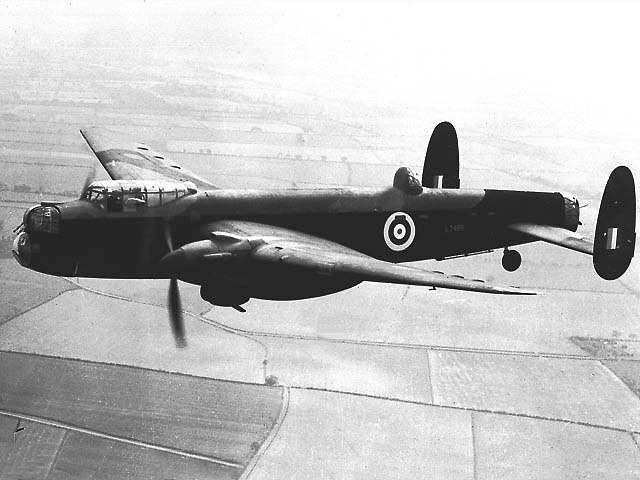
أفرو مانشستر

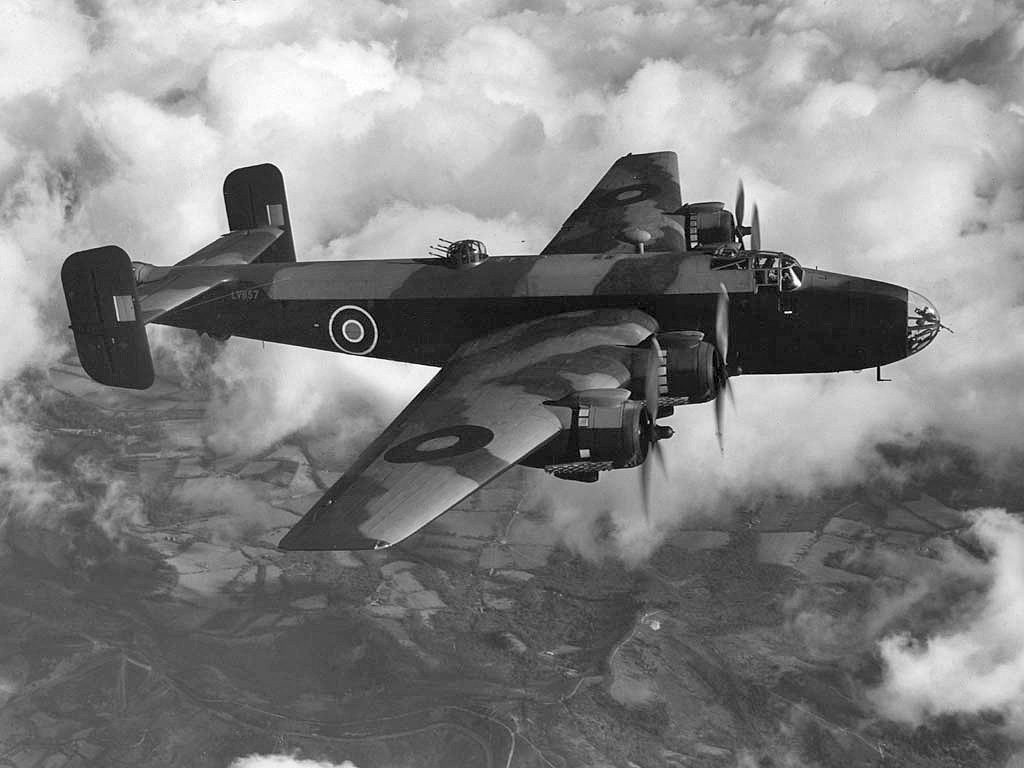
هانديلي بيدج هاليفاكس

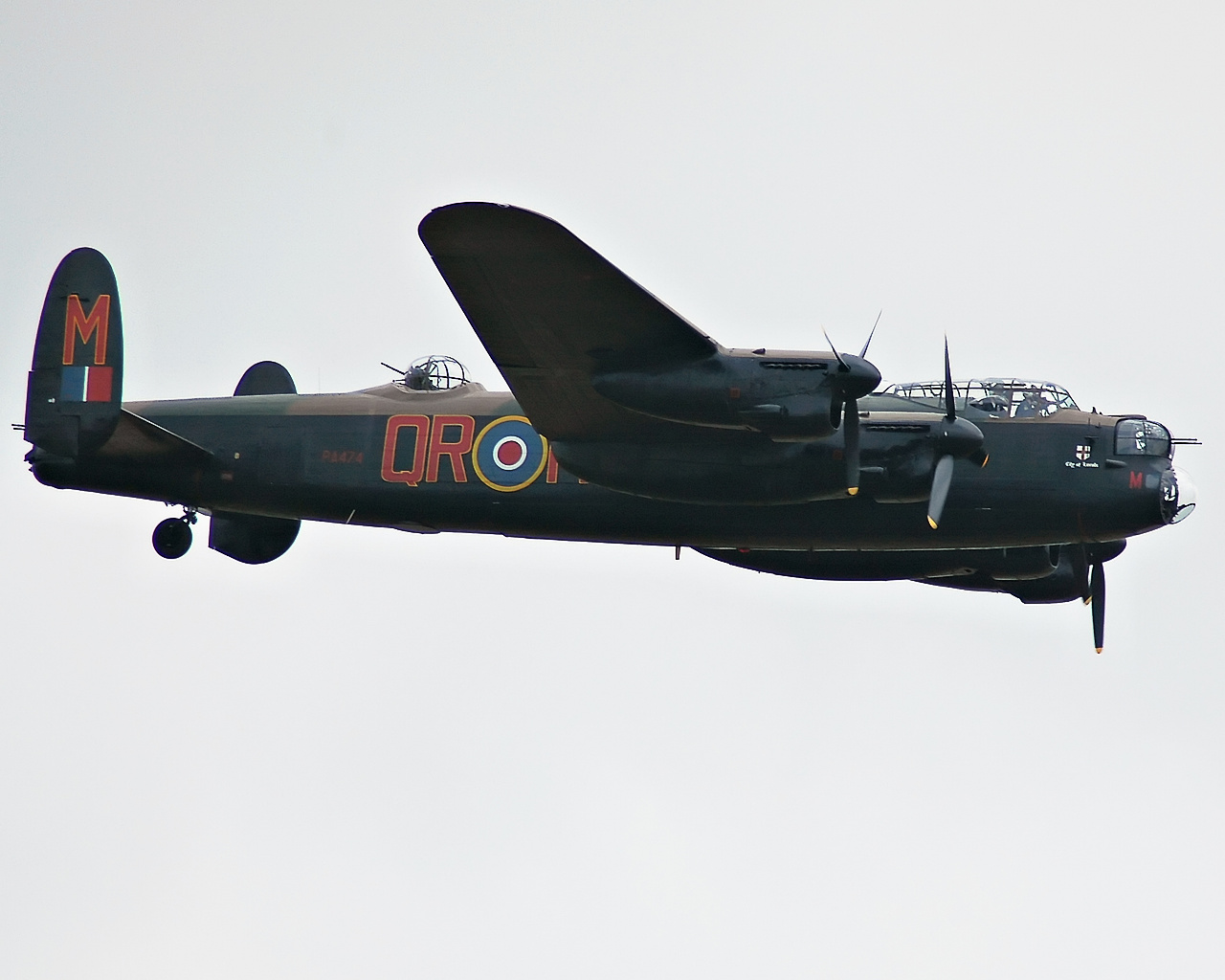
أفرو لانكستر

رولرز رويس فيلتشر محرك طائرة بريطاني، طُور قبل الحرب العالمية الثانية بفترة قصيرة، و صُمم بواسطة رولز رويس المحدودة. استخدم محرك فيليتشر شكل محرك  إكس-24 الغير اعتيادي، الذي تتواجد فيه أربع اسطوانات مرتبطة بعمود مرفق مشترك مدعوم بعلبة مرافق واحدة و اشتق ذلك التصميم من محرك رولز رويس بيريجرين.

صٌمم المحرك في الأصل ليعطي قدرة تبلغ 1750 حصان (1300 كيلو وات)، لكن المشاكل التي ظهرت بعد ذلك في التصميم أدت إلى انخفاض قدرة المحرك في المدى من 1450-1550 حصان وذلك بتحديد السرعة الدورانية القصوى.
على الرغم من أن العديد من تصاميم الطائرات الجديدة كان قد خُطط لها لاستخدام محرك فيلتشر، إلا أن رولز رويس أنهت العمل على المحرك في 1941، حيث أنها بدأت بالتركيز على تصميم محرك ميرلين الأكثر نجاحا.

من المحركات الأخرى ذات ال24 أسطوانة، محرك نابير سابر، الذي كان سيصبح أكثر نجاحا بعد فترة تطوير طويلة.

## التصميم والتطوير
كان تصميم محرك رولز رويس كيستريل المزود بشاحن عنفي (بالإنجليزية: Supercharger)، و محرك رولز رويس بيرجرين المشتق منه، تصميم قياسي، تكون من مجموعتين من الأسطوانات متصلين على شكل حرف V، كما بلغت سعة المحرك 21 لتر (1300 بوصة مكعب).

في الحقيقة، يمكن اعتبار أن محرك فيلتشر كان عباره عن محركين بيرجرين، متصلين بعلبة مرافق جديدة يدور داخلها عمود مرفق جديد، ليكون المحرك من الشكل إكس، و تبلغ سعته 42 لتر (2600 بوصة مكعب).

و على الرغم من أن محرك فيلتشر استخدم اسطوانات بنفس القطر و الشوط في اسطوانات محرك بيرجرين، إلإ أن حاويات الأسطوانات المعاد تصميمها، أدت إلى زيادة تباعد الأسطوانة لتتسع لعمود مرفق أطول، ضروري للمزيد من المحامل الرئيسية و مسامير مرفق أكثر عرضا.
عانى محرك فيلتشر من قصر فترة تطويره، بسبب تعليق رولز رويس لعملية تطويره في عام 1940 أثناء معركة بريطانيا، حتى تركز عملها على محرك ميرلين المشغل لطائرتي سلاح الجو الملكي البريطاني المقاتلتين هوكر هوريكان و سوبرمارين سبيتفاير، و نتيجة لذلك كانت الاعتمادية على محرك فيلتشر حين دخل إلى الخدمة ضعيفة جدا.

و يعد من أحد أسباب انخفاض القدرة الناتجة من محرك فيلتشر، تعرض المحرك لإخفاقات متتالية لمحامل مسمار مرفق ذراع التوصيل، و ذلك بسبب حدوث خلل في عملية التزييت بالإضافة إلى مشاكل تشتت الحرارة.
كانت رولز رويس واثقة في البداية من قدرتها على حل تلك المشكلات، لكن في جزء من تطويرها المتسارع في 1940، تقاربت القدرة الناتجة من محرك ميرلين الصغير مع محرك فيلتتشر، الأمر الذي أدى إلى عدم استمرار إنتاج المحرك بعد تصنيع 538 وحدة منه.

## التطبيقات
كان يُهدف من فيلتشر تشغيل طائرة هوكر تورنادو، لكن بسبب توقف تطوير فيلتشر، لجأت هوكر إلى إهمال طائرة التورنادو و التركيز على طائرة هوكر تيفون التي كانت تعمل بواسطة محرك نابير سابر.
بالمثل أدى توقف تطوير فيلتشر أيضا إلى إهمال طرازات الطائرة قاذفة القنابل فيكرز وارويك المستخدمة للمحرك.
كان نوع الطائرات الوحيد الذي دخل إلى خط الإنتاج و صُمم من أجل فيلتشر هو الطائرة ثنائية المحرك أفرو مانشستر. و عندما بدأت مشاكل المحرك بالظهور، أقنع طاقم الأفرو وزارة الطيران باللجوء إلى نسخة جديدة من الأفرو مانشستر تعمل بأربع محركات ميرلين، التي كانت قيد التطوير كخطة طارئة، فُضلت لإعادة تجهيز مصانع الأفرو لتصنيع طائرة هاندلي بيدج هاليفاكس.

سُميت الطائرة الناتجة مانشستر مارك 3، ثم أعيد تسميتها لتصبح أفرو لانكاستر، و استمرت في تحقيق نجاح عظيم كونها قاذقة القنابل الرئيسية لسلاح الجو الملكي البريطاني.

### قائمة التطبيقات
- أفرو مانشستر
- بلاكبيرن بي-20
- هوكر هينلي[5]
- هوكر تورنادو
- فيكرز وارويك

## مواصفات (فيلتشر في)

### مواصفات عامة
- النوع:محرك طائرة مكبسي إكس-24 و يبرد بسائل.
- قطر الأسطوانة: 5 بوصة (127مم).
- الشوط:5.5بوصة (139.7 مم).
- سعة المحرك:2592بوصة مكعب (24.47 لتر).[6]

### المكونات
- الصمامات: عمود حدبات علوي (بالإنجليزية: Overhead camshaft).
- الشاحن العنفي (بالإنجليزية: Supercharger): من النوع الطارد المركزي، له سرعتين و مكون من مرحلة واحدة، و يدار بواسطة ترس.
- نظام الوقود:مكربن هواء إس يو(بالإنجليزية: S.U. carburettor).
- نوع الوقود:بترول أوكتان 100/130.
- نظام التبريد: تبريد بسائل،70% مياه و 30% إيثيلين جليكول.
- ترس التخفيض: ترس مهماز (بالإنجليزية: Spur gear) بنسبة تخفيض 0.35:1

### الأداء
- القدرة الناتجة:1780 حصان، عند سرعة دورانية 2850 دورة في الدقيقه.
- نسبة الانضغاط:1:6